# Invasione sovietica della Georgia
L'Invasione sovietica della Georgia (15 febbraio – 17 marzo 1921), detta anche Guerra sovietico-georgiana o Invasione dell'Armata Rossa della Georgia, fu una campagna militare dell'Armata Rossa mirata a rovesciare il governo socialdemocratico della Repubblica Democratica di Georgia (DRG) e a instaurare un regime bolscevico nel paese. Il conflitto fu il risultato della politica di espansione dei sovietici, che miravano al controllo dei territori che avevano fatto parte dell'Impero russo fino ai turbolenti eventi della prima guerra mondiale, così come della maggior parte degli sforzi dei bolscevichi georgiani di base in Russia, che non avevano sufficiente supporto nella loro nazione d'origine per ottenere il potere senza intervento straniero.
L'indipendenza della Georgia era stata riconosciuta dalla Russia nel trattato firmato il 7 maggio 1920 e l'invasione non fu universalmente approvata a Mosca. Fu progettata in gran parte da due influenti ufficiali sovietico-russi nati georgiani, Iosif Stalin e Sergo Ordžonikidze, che il 14 febbraio 1921 ottennero il consenso dal leader sovietico Vladimir Lenin.

## Antefatti
La Georgia era sfuggita al controllo russo a seguito della caotica Rivoluzione di febbraio in Russia nel 1917. Dopo un fallito tentativo di unire l'Armenia e l'Azerbaigian in uno Stato federato, il 26 maggio 1918 i leader georgiani proclamarono l'indipendenza del paese come Repubblica Democratica di Georgia. Nonostante i conflitti sporadici con i suoi vicini e gli occasionali focolai di guerra civile, la Georgia riuscì a mantenere la propria precaria indipendenza e a occupare territori nei paesi confinanti come l'Ossezia e l'Abcasia, che non ne facevano parte.
Nonostante il relativo ampio sostegno dell'opinione pubblica e il successo di alcune riforme, il governo socialdemocratico della Georgia non riuscì a costruire un'economia stabile o a mantenerne una forte, con un esercito disciplinato capace di opporsi a un'invasione. Malgrado vi fosse un consistente numero di ufficiali qualificati che avevano prestato servizio nell'Esercito imperiale russo, l'esercito georgiano nel complesso era denutrito e poco equipaggiato. Una struttura parallela ricostituita dai membri del partito menscevico, la Guardia Popolare della Georgia, era più motivata e disciplinata, con armamento leggero, un'organizzazione altamente politicizzata e dominata da funzionari del partito, ma ebbe scarsa utilità come unità da combattimento.

## Eredità
Il 21 luglio 2010, la Georgia ha dichiarato il 25 febbraio come giorno dell'occupazione sovietica per ricordare il giorno dell'invasione dell'Armata Rossa nel 1921. La decisione, approvata all'unanimità dal Parlamento della Georgia, indicava al governo di organizzare vari eventi commemorativi ogni 25 febbraio e di mettere la bandiera nazionale a mezz'asta per commemorare le centinaia di migliaia di vittime della repressione del regime comunista d'occupazione.